# Banksia paludosa
Banksia paludosa (R.Br., 1810) è una pianta appartenente alla famiglia delle Proteaceae, endemica del Nuovo Galles del Sud, in Australia.